# Kiriri
Kipeá (Quipea, Kiriri, Quiriri), pleme američkih Indijanaca porodice Caririan, naseljeno u bazenu rijeke Itapicuru u istočnobrazilskoj državi Bahia. Pleme i jezik su nestali, a potomaka (2.500) imaju u općini Banzaê (Bahia)
Prema riječima njihovvog najboljeg poznavatelja Mamianija nazivi Kiriri i Kariri nemaju isto značenje. Kiriri ili Kipea označavaju pleme iz Bahie koje govori drugačijim jezikom od Kariri Indijanaca s rijeke Sao Francisco. Mamiani je najveći izvor podataka o cariri-jezicima i autor je dviju knjiga kojima je dokumentirao jezik kiriri, to je katekizam kojega je izdao 1698 (Catecismo da Doutrina Christāa na lingua Brasilica da Naçao Kiriri) i rječnik Arte de grammatica da lingua brazilica da nação kiriri (1699), te je time jezik kiriri u kolonijaknom dobu, postao u istočnom Brazilu jedini ne-tupijski dokumentzirani jezik.

## Sela
Danas žive na rezervatu Terra Indígena Kiriri. U općini Banzaê (gdje ih živi 95%) neki izvori spominju 7 sela, to su: Baixa da Cangalha ("Biombo"), Cacimba Seca, Canta-Galo, Lagoa Grande, Marcação, Picos i Sacão, a navode se i Mirandela, Gado Velhaco, Marcação, Araçá, Pau Ferro, Segredo, Baixa do Camamu. ostatak od 5% živi na općini Quijingue.

## Vanjske poveznice
- Kiriri
- Índios no Nordeste
- Arte de grammatica da lingua brazilica da nação kiriri (on line čitanje)
- Catecismo da doutrina christãa na lingua brasilica da nação Kiriri